# Přítah k bradě
Přítah k bradě je silový cvik pro rozvoj deltových svalů (především jeho střední hlavy) a ramen a dále dochází i k aktivaci bicepsů, nadhřebenového svalu, zdvihače lopatky či prsních a pilovitých svalů. Vzhledem k uchopení a vedení činky je mimořádně důležité dbát na techniku a nepoužívat příliš velkou zátěž, která by nutila zapojovat pomocné svaly a pohyby a usnadnit zvednutí činky do vrchní polohy.

## Postup
1. Šířkou úchopu lze měnit působení cviku na odlišné sval (trapézy u užšího, delty u širšího). Při příliš úzkém úchopu ale hrozí větší riziko zranění.
2. Verze střední delty. Uchopit činku nadhmatem na šířku o něco větší než šířka ramen.
3. Činka se pomalu a plynule zvedá těsně před tělem, pohyb vychází z loktů (max. do úrovně ramen), nikoliv z úchopu. Lokty se nepohybují dopředu.
4. Ve vrchní poloze 1 – 2 sekundy setrvat a provést smrštění a poté pomalu a plynule do základní pozice.

## Galerie

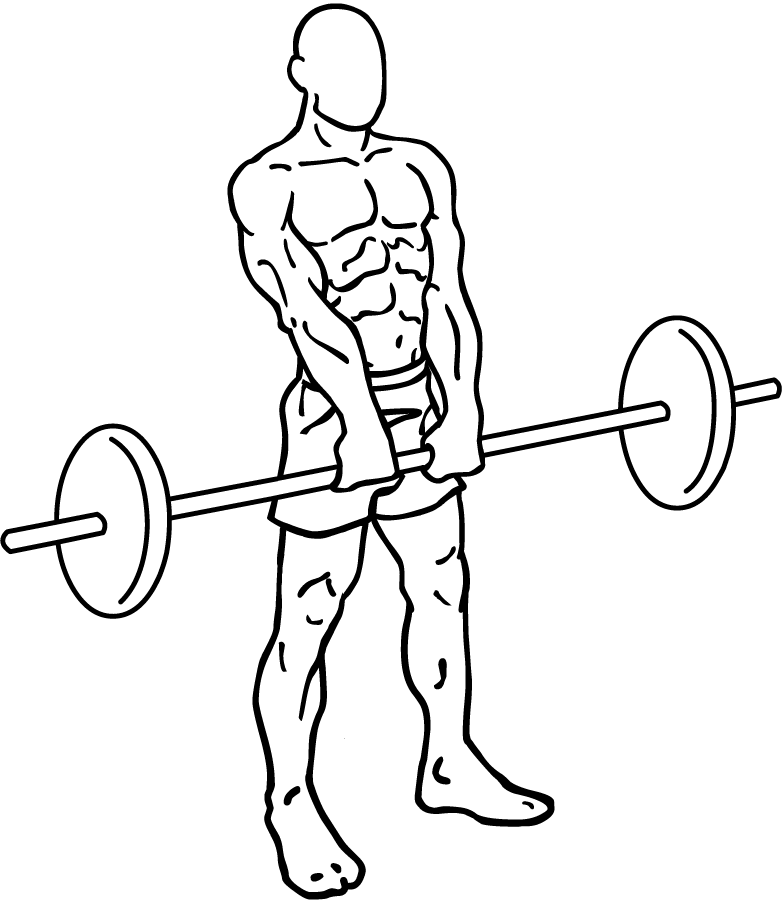
základní postoj
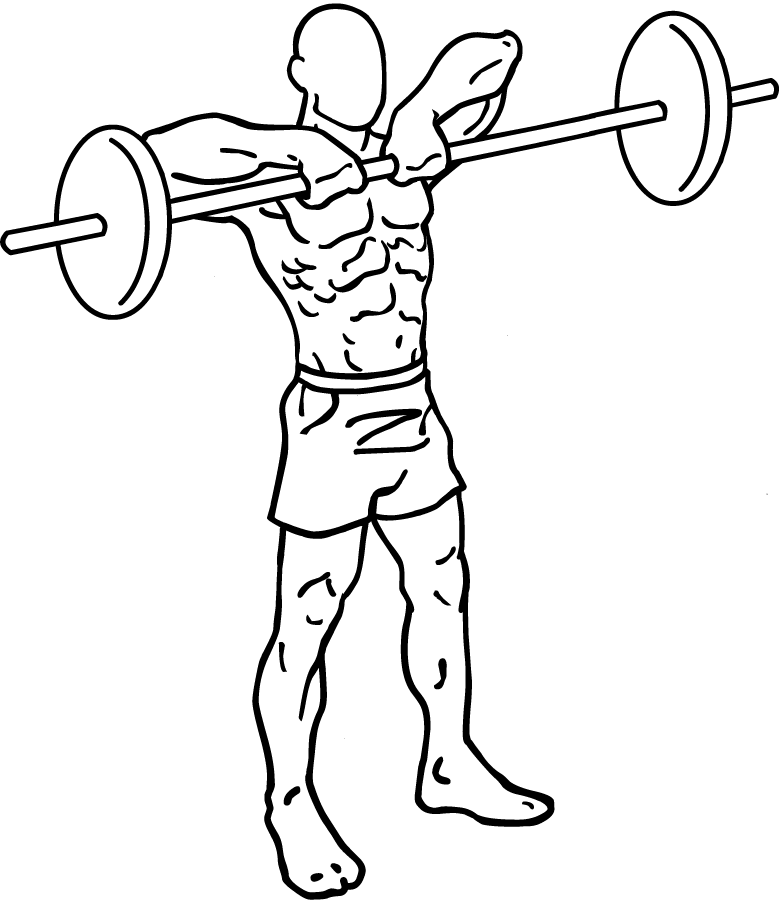
Přítah
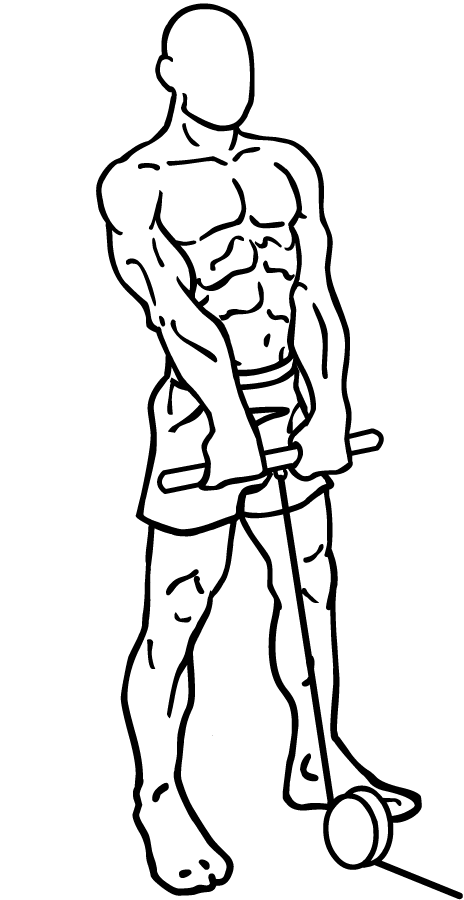
základní postoj (kabel)
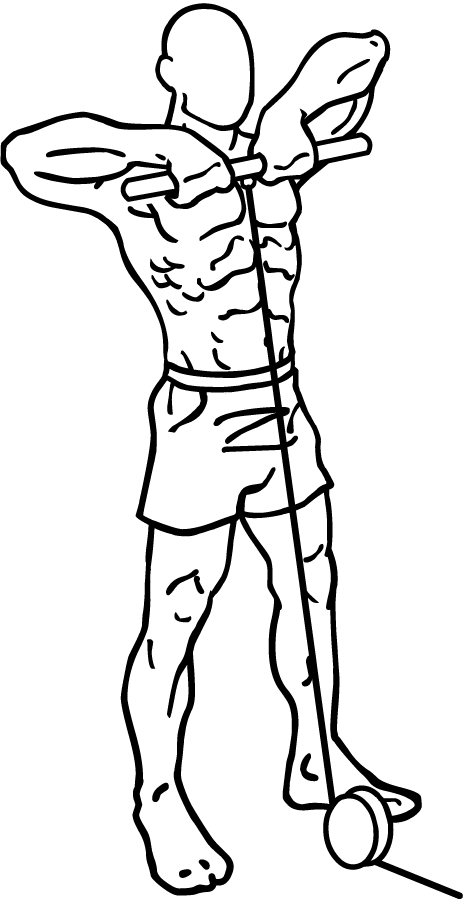
Přítah
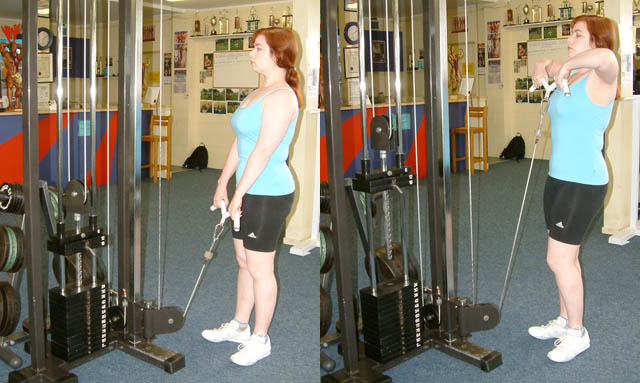
Přítah lanem
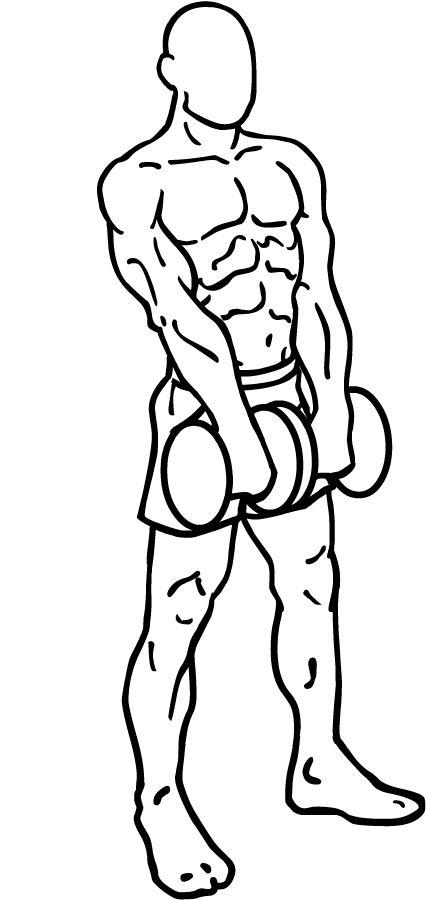
Základní postoj
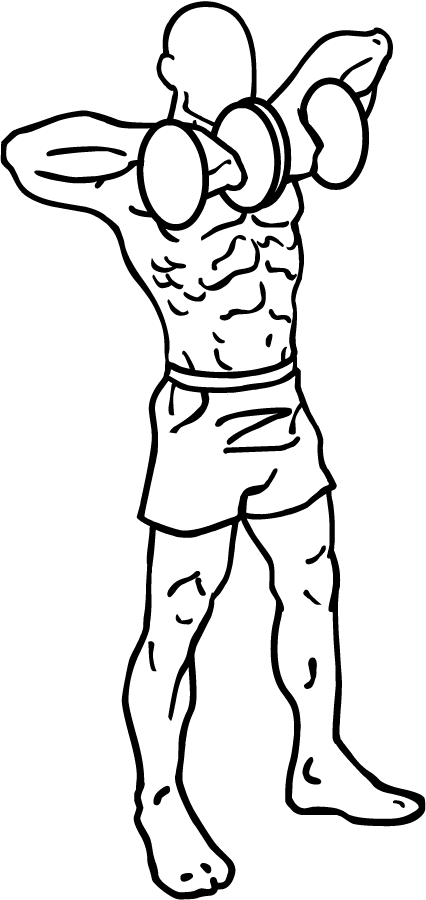
Přítah s činkou
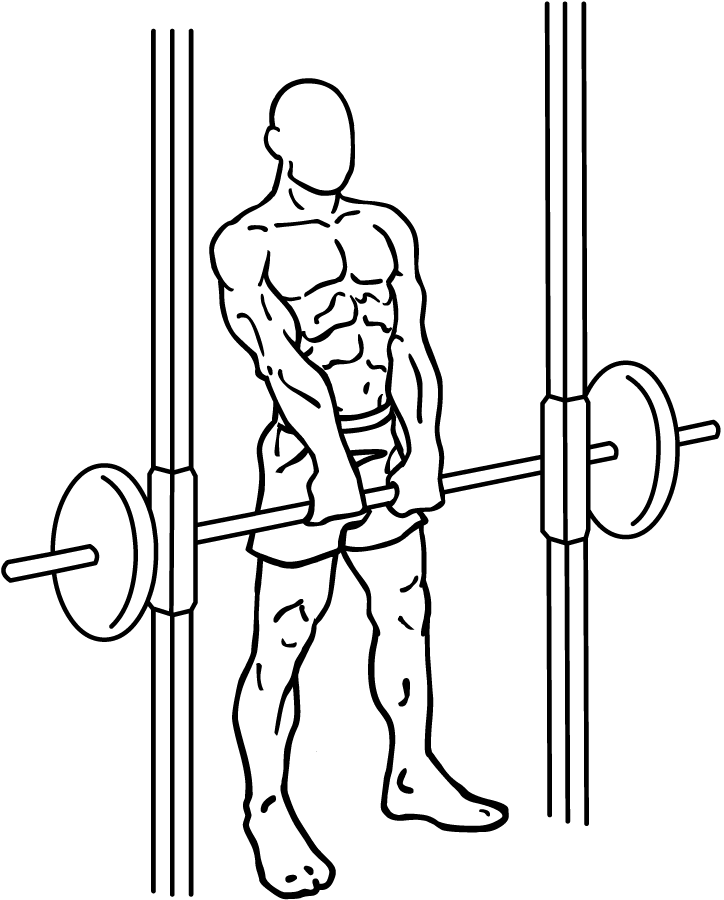
Základní postoj
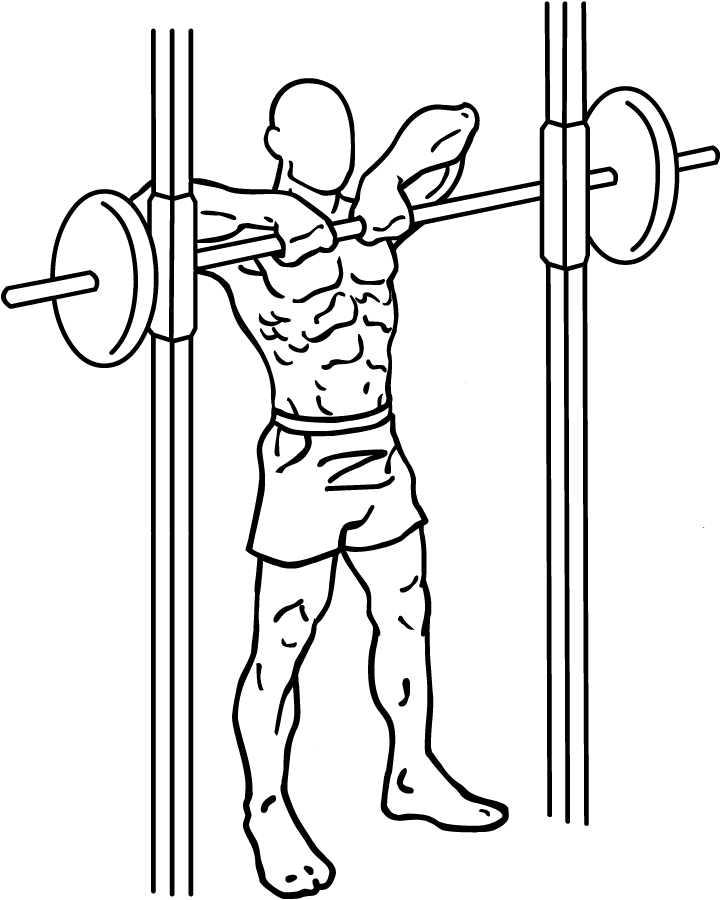
Přítah na stroji